# Bếp điện

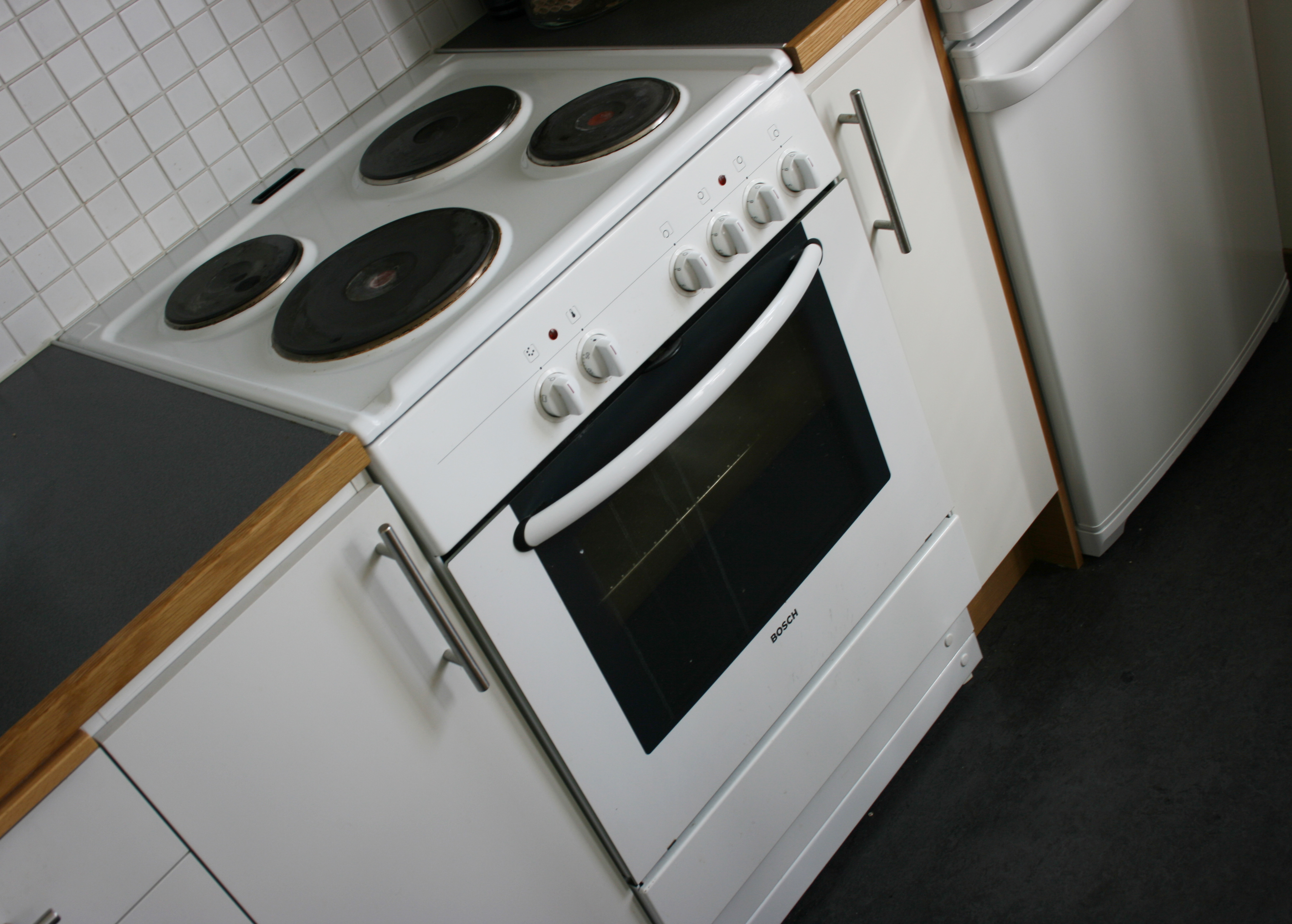
Bếp điện biến đổi năng lượng điện thành nhiệt.

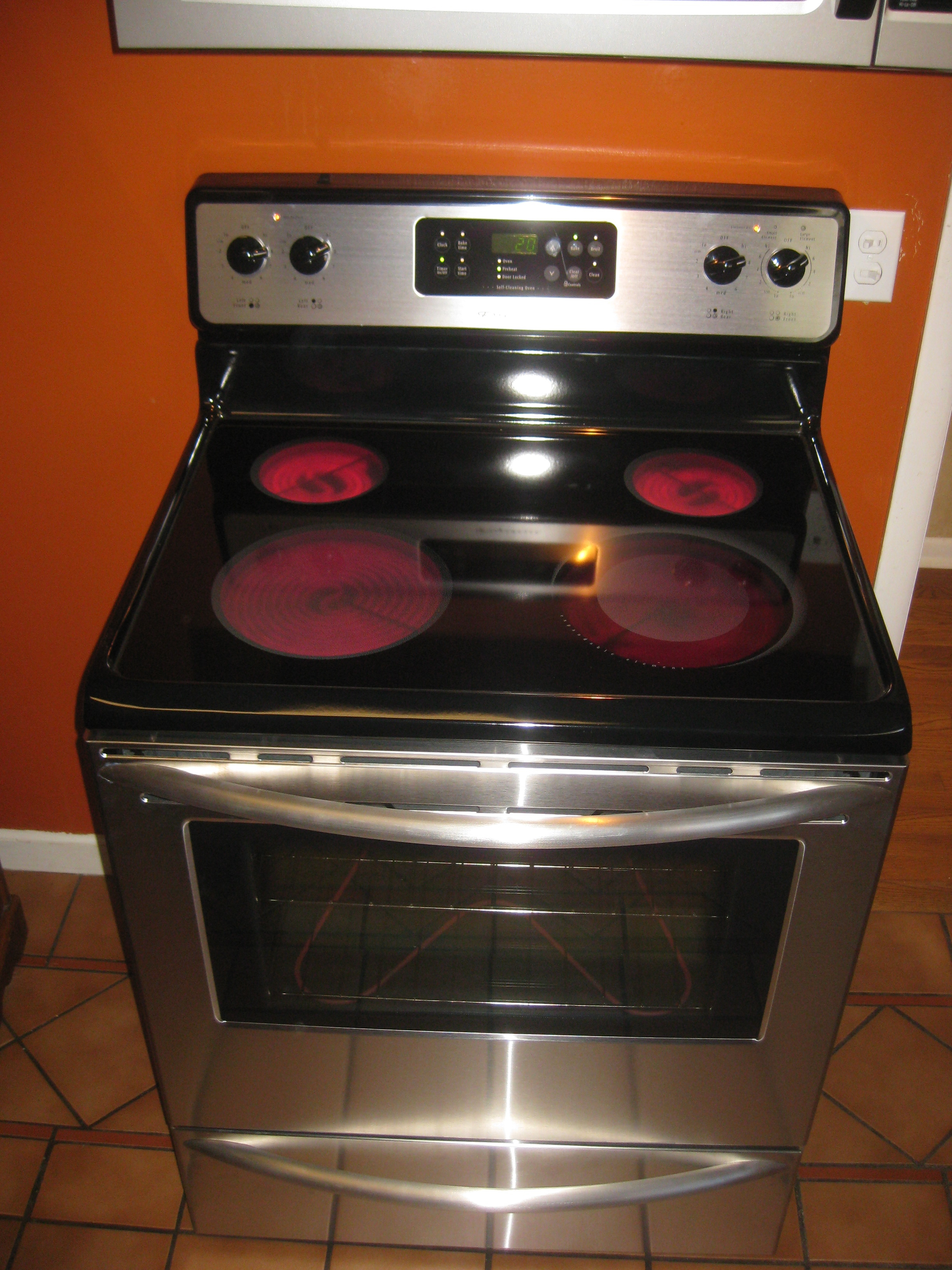
Bếp điện với các bếp nấu đặt chìm.

Bếp điện hoặc bếp điện từ là một loại bếp chuyển hóa năng lượng điện thành nhiệt để nấu nướng. 
Hiện nay bếp điện trở nên phổ biến để thay thế cho các loại bếp sử dụng nhiên liệu rắn (gỗ hoặc than), vốn cần nhiều lao động để vận hành và bảo trì. Một số bếp hiện đại có kèm luôn cả thiết bị hút gió.
Bếp điện có thể có một nút quay với các vị trí nấc khác nhau, mỗi nấc tương ứng với một điện trở khác nhau và do đó tạo ra nhiệt lượng khác nhau. Ngoài ra bếp điện có thể có một "công tắc vô hạn" - simmerstat. Một số bếp điện có thể có một cảm ứng nhiệt gắn kèm.